# Bravo (canção)
Bravo é uma canção de gênero pop interpretada pelos cantores Leeteuk e Key integrantes das boy bands Super Junior e Shinee, respectivamente. A canção foi lançada como single da trilha sonora da série sul-coreana History of a Salaryman, em 3 de janeiro de 2012.

## Lista de faixas
| N.º            | Título                | Duração |  |
| 1.             | "Bravo"               | 3:12    |  |
| 2.             | "Bravo" (Intrumental) | 3:12    |  |
| Duração total: | Duração total:        | 6:24    |  |

## Créditos
- Leeteuk - Vocais
- Key - Vocais e Rap